# وفاداری به اصل

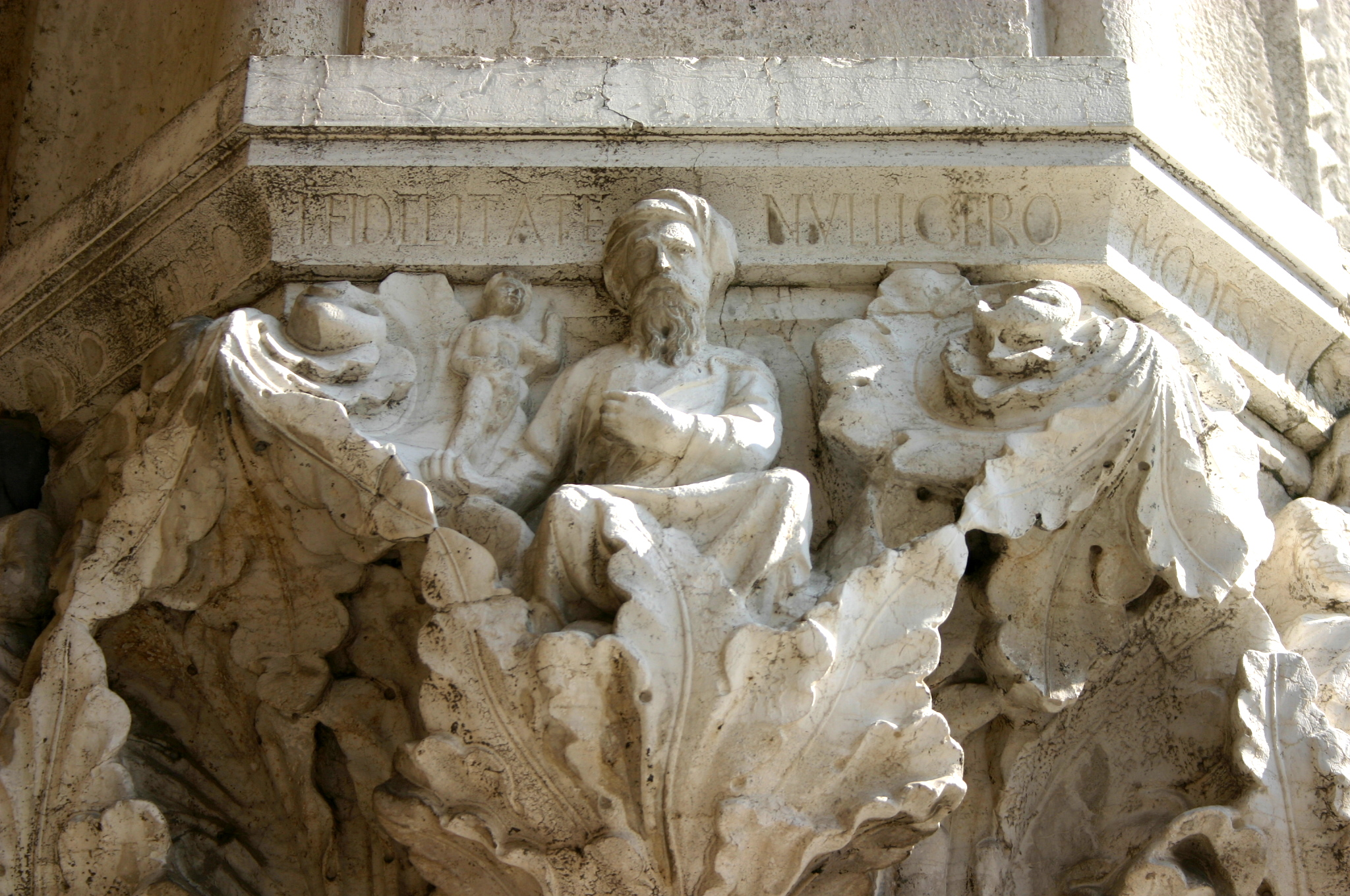
مجسمه‌ای در ایوان قصر دوک ونیز، که نمادی از فضیلت و رذیلت است - وفاداری پوشیده نیست

وفاداری به اصل میزان کیفیت وفاداری یا سرسپردگی است. معنای اصلی آن از انجام وظیفه بیش از میزان احترام برگرفته شده است.

## شنیداری و الکترونیک
در زمینهٔ شنیداری، وفاداری به اصل، دقت یک رونوشت را نسبت به منبع اصلی بیان می‌کند. برای نمونه، یک صفحه گرامافون مخدوش از یک نمونهٔ مشابه که در شرایط خوبی بوده وفاداری به اصل کم‌تری دارد یا صدایی که در اوایل قرن بیستم توسط یک استودیوی کم‌هزینه ضبط شده است نسبت به آن‌چه یک استودیوی خوب امروزی ضبط می‌کند به میزان زیادی وفاداری به اصل شنیداری کم‌تری دارد. در دههٔ ۵۰ میلادی، عبارت «وفاداری به اصل زیاد» یا "های‌فای" برای دستگاه‌هایی که قابلیت تولید صدای بهتری از خود نشان می‌دادند پرکاربرد بود. به طور مشابه در الکترونیک، وفاداری به اصل؛ به جای کیفیت صدا، اشاره به کیفیت سیگنال خروجی نسبت به سیگنال ورودی دارد که عبارت پرکاربرد ارتباط اینترنتی «وای‌فای» نیز از همین مفهوم می‌آید.

## مدل‌سازی و شبیه‌سازی علمی
در زمینه‌های شبیه‌سازی و مدل‌سازی علمی، وفاداری به اصل به درجه‌ای که یک مدل یا شبیه‌سازی، حالت و رفتار جسم، ویژگی یا شرایط دنیای واقعی را بازتولید می‌کند اشاره دارد. بنابراین وفاداری به اصل معیار سنجش واقعی بودن یک مدل یا شبیه‌سازی است.  در گذشته هم‌چنین از وفاداری شبیه‌سازی به عنوان «درجه شباهت» یاد می‌شد.  در مکانیک و اپتیک کوانتوم وفاداری یک میدان به عنوان یک هم‌پوشانی جدایی‌ناپذیر میدان با مرجع گرفتن میدان هدف محاسبه می‌شود.

## ارزیابی برنامه
در زمینهٔ ارزیابی برنامه، عبارت وفاداری به اصل، نشان می‌دهد که چگونه مجموعه‌ای از روندها آن‌گونه که انتظار می‌رفته پیاده‌سازی شده‌اند. برای نمونه، در مدرسه‌ها اگر معلم نتواند یا نخواهد تا روندی را که برای آموزش دادن دریافت کرده‌است دنبال کند، گرفتن نتیجه‌ای مطلوب از آموزش در چارچوب مشخص دشوار است.